# ガラパゴス エンセナダ ビーチ
ガラパゴス・エンセナダ・ビーチ（Galapagos_Ensenada_Beach、エンセナダ・デ・ロス・ガラパゴスビーチ（Ensenada_de_los_Galapagos_Beach）、Playa_de_la_Ensenada_de_los_Galápagos）は、スペインのメリリャにあるビーチ。
長さは約200メートル、平均幅は30メートルである。
2015年にこのビーチはブルーフラッグビーチを受賞し、その立地とアクセスのしやすさからメリリャで最も訪問者が多いビーチの1つとなっている。